# Анахайм (Саскачеван)
Анахайм (англ. Annaheim) — село в канадській провінції Саскачеван за 125 км на схід від м. Саскатун. У перекладі з німецької Анахайм означає дім Ани (нім. Anna).

## Населення

### Чисельність
| 2001 | 2006 | 2011 | 2016 |
| ---- | ---- | ---- | ---- |
| 217  | 218  | 219  | 210  |